# Mario González Suárez
Mario González Suárez (México D.F., 1964) es un escritor, periodista y profesor universitario mexicano, además de editor. Obtuvo el Premio Nacional de Literatura «Gilberto Owen» 1997 por El libro de las pasiones y el Premio Nacional de Literatura José Fuentes Mares 2001, otorgado por la Universidad Autónoma de Ciudad Juárez. Ganó el Premio Internacional de relato Emecé/Zoetrope 2002.
Fue becario del Centro Mexicano de Escritores en los períodos 1989-1990 y 1991-1992; del Fondo Nacional para la Cultura y las Artes en 1992-1993 y del programa de Residencia Artísticas México-Canadá 2000.
Su novela De la infancia (1998) fue adaptada al cine por Carlos Carrera. La película se estrenó en 2010.
Es miembro del Sistema Nacional de Creadores de Arte desde 2001 y director fundador de la Escuela Mexicana de Escritores (EME). Es colaborador del diario Milenio. Parte de su obra ha sido traducida al alemán, al francés, al inglés y al esloveno. 

## Obras
- De la infancia (Tusquets, 1998, adaptada al cine por Carlos Carrera)
- El libro de las pasiones (Tusquets, 1999, 2001, FCE 2013)
- Paisajes del limbo: Una antología de la narrativa mexicana del siglo XX (Tusquets, 2001, 2009. 2ª. edición, Nieve de Chamoy Archivado el 10 de enero de 2019 en Wayback Machine., 2018)
- Marcianos leninistas (Tusquets, 2002)
- Nostalgia de la luz (Tusquets, 2003)
- La sombra del sol (El Cuenco de Plata, 2006 - Almadía, 2007)
- Dulce la sal (Pre-Textos, 2008)
- A wevo, padrino (Mondadori, 2008)
- Con esas manos se acarician (Antología, Bruguera, 2010)
- Faustina (Era, 2013)
- Insomnios (Aldus, 2013)
- Verdever (Era, 2016)
- El paraíso del mal (Nieve de Chamoy Archivado el 10 de enero de 2019 en Wayback Machine., 2018)